# Berserker (EP)
Berserker es el segundo EP de la banda de noise rock y post-hardcore de Texas Scratch Acid. También se puede encontrar ocupando las pistas 22-27 en la compilación The Greatest Gift. Fue lanzado y grabado en 1986, bajo Touch & Go Records.
Berserker alcanzó el puesto #7 en la UK Indie Chart.

## Lista de canciones
1. "Mary Had a Little Drug Problem" - 2:16
2. "For Crying out Loud" - 3:06
3. "Moron's Moron" - 3:13
4. "Skin Drips" - 2:42
5. "This Is Bliss" - 2:16
6. "Flying Houses" - 3:08

## Créditos
- David Yow - voz
- David Wm. Sims - bajo
- Brett Bradford - guitarra eléctrica
- Rey Washam - batería
- Kerry Crafton - ingeniería de sonido